# 1996年アトランタオリンピックのケニア選手団
1996年アトランタオリンピックのケニア選手団（1996ねんアトランタオリンピックのケニアせんしゅだん）は、1996年7月19日から8月4日にかけてアメリカ合衆国のジョージア州アトランタで開催された1996年アトランタオリンピックのケニア選手団、およびその競技結果。

## 概要
今大会は金メダル1個、銀メダル4個、銅メダル3個の合計8個のメダルを獲得した。

## メダル
| メダル | 選手名                 | 競技 | 種目          |
| ------ | ---------------------- | ---- | ------------- |
| 金     | ジョセフ・ケター       | 陸上 | 男子3000m障害 |
| 銀     | ポール・ビトク         | 陸上 | 男子5000m     |
| 銀     | モーゼス・キプタヌイ   | 陸上 | 男子3000m障害 |
| 銀     | ポーリン・コンガ       | 陸上 | 女子5000m     |
| 銅     | フレッド・オンヤンチャ | 陸上 | 男子800m      |
| 銅     | ステファン・キプコリル | 陸上 | 男子1500m     |
| 銀     | ポール・テルガト       | 陸上 | 男子10000m    |
| 銅     | エリック・ワイナイナ   | 陸上 | 男子マラソン  |